# Lynda S. Robinson
Pour les articles homonymes, voir Robinson.
Lynda S. Robinson, née le 6 juillet 1951 à Amarillo, au Texas, est une autrice américaine de roman policier historique et de roman d'amour. Elle utilise également le pseudonyme de Suzanne Robinson.

## Biographie
Elle fait des études d'anthropologie et d'archéologie à l'université du Texas à Austin. 
En 1990, elle publie son premier roman, Heart of the Falcon qu'elle signe Suzanne Robinson. Après plusieurs romans d'amour, elle aborde le genre du roman policier historique en 1994 avec La Place d'Anubis (Murder in the Place of Anubis) dans lequel elle met en scène Lord Meren, un conseiller de Toutânkhamon. Selon Claude Mesplède, « cette captivante série [est] de la veine de celle écrite par Anton Gill ».

## Œuvre

### Romans signés Lynda S. Robinson

#### SérieLord Meren
- Murder in the Place of Anubis (1994) Publié en français sous le titre La Place d'Anubis, Paris, Librairie des Champs-Élysées, coll. « Labyrinthes » no 38 (1998)  (ISBN 2-7024-9608-3)
- Murder At the God's Gate (1995) Publié en français sous le titre L'Agent de Pharaon, Paris, Librairie des Champs-Élysées, coll. « Labyrinthes » no 30 (1998)  (ISBN 2-7024-9607-5)
- Murder At the Feast of Rejoicing (1995) Publié en français sous le titre Le Retour d'Akhenaton, Paris, Librairie des Champs-Élysées, coll. « Labyrinthes » no 50 (1999)  (ISBN 2-7024-9654-7)
- Eater of Souls (1997) Publié en français sous le titre Le Prince des Hittites, Paris, Librairie des Champs-Élysées, coll. « Labyrinthes » no 71 (2000)  (ISBN 2-7024-9662-8)
- Drinker of Blood (1998) Publié en français sous le titre L'Étrange Mort de Nefertiti, Paris, Librairie des Champs-Élysées, coll. « Labyrinthes » no 101 (2001)  (ISBN 2-7024-9733-0)
- Slayer of Gods (2001) Publié en français sous le titre Meren et la Reine morte, Paris, Éditions du Masque, coll. « Labyrinthes » (2002)  (ISBN 2-7024-9702-0)

### Romans signés Suzanne Robinson

#### SérieLady
- Lady Gallant (1991)
- Lady Hellfire (1992)
- Lady Defiant (1992)
- Lady Valiant (1993)
- Lady Dangerous (1994)

#### SérieSt. John Family
- Lady Valiant (1993)
- Lord of Enchantment (1994)

#### Autres romans
- Heart of the Falcon (1990)
- Lord of the Dragon (1995)
- The Engagement (1996)
- The Rescue (1998)
- The Treasure (1999)
- The Legend (2001)
- Never Trust a Lady (2003)

### Nouvelle signée Lynda S. Robinson
- Death of a Place-Seeker (1997) Publié en français sous le titre Mort d'un intrigant, dans l'anthologie Petits Crimes du temps jadis, Paris, Éditions du Masque (2001)  (ISBN 2-7024-7994-4)

### Nouvelle signée Suzanne Robinson
- The Intruder (1996)

## Sources
: document utilisé comme source pour la rédaction de cet article.
- Claude Mesplède (dir.), Dictionnaire des littératures policières, vol. 2 : J - Z, Nantes, Joseph K, coll. « Temps noir », 2007, 1086 p. (ISBN 978-2-910-68645-1, OCLC 315873361), p. 660-661.